# Bengt Johansson
Bengt Johansson (25. svibnja 1942., Halmstad – 8. svibnja 2022.), bio je švedski rukometaš i trener. Preminuo je 8. svibnja 2022. od Parkinsonove bolesti. Izumio je taktiku poznate kao Gurkburken. Smatra se za jednim najvećih trenera u rukometnoj povijesti.